# USS LST-607
O USS LST-607 foi um navio de guerra norte-americano da classe LST que operou durante a Segunda Guerra Mundial.